# Genitori elicottero
Genitori elicottero (in inglese Helicopter parents) è un'espressione inglese piuttosto colloquiale, che si è diffusa nel mondo anglofono per indicare quei genitori che sono molto vicini ai loro figli e che li aiutano a superare tutti gli ostacoli che incontrano, soprattutto in ambito scolastico.
Il termine è stato coniato da Foster W. Cline e Jim Fay nel loro libro, pubblicato nel 1990 Parenting with Love and Logic: Teaching Children Responsibility, ed è entrato ufficialmente, nel 2011, nei dizionari inglesi.
I genitori elicottero, come gli elicotteri, sono sempre sopra i propri figli e cercano di provvedere ai loro bisogni, indipendentemente dall'effettivo bisogno dei figli di vedersi risolti tutti i problemi, spesso ancor prima che si presentino.
Questo atteggiamento nasce dalla paura del genitore che il figlio possa andare incontro a sconfitte e fallimenti e dall’ansia dell’insuccesso. Il genitore controlla e coordina ogni aspetto della vita del figlio e vive con la paura che quest’ultimo, non sia all’altezza delle situazioni e delle proprie aspettative. Le conseguenze che questo atteggiamento può causare sul bambino sono danni all’autostima, all’autonomia, difficoltà nella gestione di emozioni e situazioni e problemi nel rendimento scolastico, poiché nel bambino viene meno la possibilità di apprendere mediante gli errori, affrontando così le situazioni con timore e paura.

## Etimologia
La similitudine è apparsa già nel 1969 nel bestseller Between Parent & Teenager del Dr. Haim Ginott, che menziona un adolescente che si lamenta: "La mamma mi aleggia addosso come un elicottero...". 
Il termine "genitore elicottero" è in uso dalla fine degli anni '80. Successivamente ha acquisito ampia diffusione quando gli amministratori accademici americani hanno iniziato a utilizzarlo nei primi anni 2000, quando i millennial più anziani hanno iniziato a raggiungere l'età universitaria. Gli amministratori si lamentavano di pratiche come chiamare i propri figli ogni mattina per svegliarli per le lezioni e lamentarsi con i professori dei voti che avevano ricevuto. Gli amministratori dei campi estivi hanno presentato lamentele simili. 

## Radici
The Chronicle of Higher Education ha riferito che i genitori elicottero hanno continuato a difendere i loro figli adulti anche a livello di scuola di specializzazione, come ad esempio sostenendo l'ammissione dei loro figli adulti alla facoltà di giurisprudenza o alla facoltà di economia. Quando questi figli sono entrati nel mondo del lavoro, i funzionari delle risorse umane hanno riferito che i genitori elicottero si presentavano sul posto di lavoro o telefonavano ai manager per difendere i loro figli adulti o per negoziare gli stipendi.
Il demografo generazionale Neil Howe descrive la genitorialità elicottero come lo stile genitoriale dei baby boomer di figli millennial, distinto da quello dei genitori della Generazione X. Descrive questi ultimi come "genitori stealth-fighter" a causa della loro tendenza a lasciar perdere questioni minori, per poi intervenire senza preavviso e con vigore in caso di problemi seri. Howe contrappone questo alla partecipazione costante dei genitori boomer di figli millennial al contesto educativo, descrivendo questi genitori come "a volte disponibili, a volte fastidiosi, ma sempre aleggianti sui loro figli e rumorosi" e come incredibilmente vicini ai loro figli, affermando che, a suo avviso, è un aspetto positivo. 
I genitori elicottero cercano di "assicurarsi che i propri figli siano sulla strada del successo spianandogliela". L'ascesa della genitorialità elicottero ha coinciso con due cambiamenti sociali. Il primo è stato il boom economico degli anni Novanta, con bassa disoccupazione e reddito disponibile più elevato. Il secondo è stata la percezione pubblica di una maggiore messa in pericolo dei bambini, che la sostenitrice della genitorialità libera Lenore Skenazy ha descritto come "radicata nella paranoia". 
La genitorialità elicottero è talvolta associata a norme sociali o culturali che forniscono o standardizzano temi legati alla vicarialità (le qualità o agli scenari in cui si sperimenta la vita di un'altra persona, attraverso una partecipazione immaginativa o empatica). 

### Cina
L'Università di Tientsin ha costruito "tende dell'amore" per ospitare i genitori che si sono recati sul posto con i loro studenti del primo anno, permettendo loro di dormire su materassini stesi sul pavimento della palestra. I commentatori sui social media hanno sostenuto che la politica del figlio unico è stata un fattore aggravante nell'aumento della genitorialità elicottero. 

### Nella ricerca
Genitorialità elicottero è un termine colloquiale; la ricerca spesso si riferisce al concetto come genitorialità iperprotettiva o ipergenitorialità. In passato la ricerca si riferiva alla maternità iperprotettiva, ma genitorialità iperprotettiva e ipergenitorialità sono ora favorite per includere il ruolo dei padri nella genitorialità. L'ipergenitorialità può essere vista come una forma di controllo e si riferisce a qualsiasi forma di coinvolgimento inappropriato (eccessivo o evolutivo) nella vita di un bambino da parte del genitore. In risposta al suo utilizzo nella terminologia quotidiana, la ricerca ha iniziato a utilizzare anche il termine genitorialità elicottero. 

## Letteratura
Madeline Levine ha scritto sulla genitorialità elicottero. Judith Warner riporta le descrizioni di Levine di genitori fisicamente "iper-presenti" ma psicologicamente assenti. Katie Roiphe, commentando il lavoro di Levine su Slate, elabora i miti sulla genitorialità iperattiva: "[Si tratta] di troppa presenza, ma anche del tipo sbagliato di presenza. In effetti, può essere ragionevolmente interpretata dai bambini come assenza, come indifferenza a ciò che sta realmente accadendo con loro... Come sottolinea Levine, è la confusione tra eccessivo coinvolgimento e stabilità". Allo stesso modo afferma che la genitorialità iperattiva non è il prodotto di "persone cattive o patetiche con valori squilibrati... Non è necessariamente un segno di genitori ridicoli, infelici o sgradevolmente controllanti. Può essere il prodotto di buone intenzioni andate male, il gioco della cultura sulle paure naturali dei genitori". 
Lo stile genitoriale cinese descritto nel libro del 2011 della professoressa della Yale Law School Amy Chua "Battle Hymn of the Tiger Mother" è stato paragonato alla genitorialità elicottero occidentale. Nancy Gibbs, scrivendo per la rivista Time, li ha descritti entrambi come "genitorialità estrema", sebbene abbia notato differenze chiave tra i due. Gibbs descrive le madri tigre come concentrate sul successo in campi orientati alla precisione come la musica e la matematica, mentre i genitori elicottero sono "ossessionati dal fallimento e dalla sua prevenibilità a tutti i costi". Un'altra differenza che ha descritto è l'enfasi della madre tigre sul duro lavoro, con genitori che adottano un "approccio estremo, rigido e autoritario" nei confronti dei figli, che lei contrappone ai genitori elicottero occidentali che, a suo dire, "sanciscono i loro figli e bramano la loro amicizia". 
L'ex preside di Stanford Julie Lythcott-Haims, basandosi sulla sua esperienza nel vedere studenti arrivare preparati accademicamente ma non in grado di cavarsela da soli, ha scritto un libro intitolato Come crescere un adulto: liberarsi dalla trappola dell'ipergenitorialità e preparare il proprio bambino al successo in cui esorta i genitori a evitare di "aiutare troppo" i propri figli. 

## Effetti
Il professore dell'Università della Georgia Richard Mullendore sostiene che il telefono cellulare è un fattore che contribuisce alla genitorialità elicottero. Alcuni genitori, da parte loro, sottolineano l'aumento dei costi delle tasse universitarie, dicendo che stanno solo proteggendo il loro investimento o comportandosi come qualsiasi altro consumatore. Una ricerca intergenerazionale pubblicata su "The Gerontologist" ha osservato che educatori e media popolari si lamentano dei genitori elicottero che aleggiano sui loro figli adulti, ma hanno riferito che "le complesse esigenze economiche e sociali rendono difficile per i figli dei baby boomer affermarsi nell'età adulta". 
Clare Ashton-James, in un'indagine transnazionale sui genitori, ha concluso che i "genitori elicottero" hanno riportato livelli più elevati di felicità. Alcuni studi suggeriscono che genitori iperprotettivi, autoritari o eccessivamente controllanti causano problemi di salute mentale a lungo termine per la prole, che possono durare tutta la vita e il loro impatto secondo l'University College di Londra è paragonabile a quello degli individui che hanno subito un lutto. Secondo il Medical Research Council, "il controllo psicologico può limitare l'indipendenza di un bambino e renderlo meno capace di regolare il proprio comportamento". 
Secondo un sondaggio nazionale del 2019 sulla salute dei bambini condotto dal CS Mott Children's Hospital presso l'Università del Michigan, un quarto dei genitori intervistati afferma di essere il principale ostacolo all'indipendenza dei propri adolescenti perché non si prendono il tempo o lo sforzo di dare loro maggiori responsabilità. Il sondaggio nazionale su quasi 900 genitori ha rilevato che la maggior parte di coloro con figli tra i 14 e i 18 anni che hanno ammesso di essere dei genitori elicotteri ha affermato di farlo perché era più facile fare le cose da soli. 
Sebbene i genitori o i sostenitori della genitorialità elicottero affermino che uno stile genitoriale così restrittivo e impositivo possa instillare disciplina, altri analisti hanno affermato che ci sono prove che tali forme di genitorialità si traducono in ribellione adolescenziale e possono persino estendersi in una ribellione tra i 20 e i 29 anni. 
Uno studio della Beijing Normal University ha scoperto che l'iperprotettività genitoriale ha un effetto negativo sulle capacità di leadership dei bambini. Un altro studio dell'Università della Florida ha scoperto che l'iperprotettività genitoriale era associata a maggiori problemi emotivi, difficoltà decisionali e peggiori risultati accademici in un gruppo di 500 studenti. 
Le statistiche hanno mostrato che quando gli studenti universitari rimanevano a casa e avevano meno fratelli, l'ipergenitorialità era più diffusa. Inoltre, la partecipazione dei genitori, ma non l'ipergenitorialità, era collegata a una minore fiducia negli studenti e a reazioni sfavorevoli alle situazioni lavorative. 
Inoltre, diverse circostanze legate all'università sono collegate all'ipergenitorialità. Ad esempio, essa è associata a risultati più negativi, come una minore autoefficacia, mentre la partecipazione dei genitori è associata a risultati più favorevoli per gli studenti, come una migliore autoefficacia sociale e obiettivi di laurea. 

## Concetti correlati
Il concetto di "genitore spazzaneve" fa un passo avanti rispetto al genitore elicottero, rimuovendo proattivamente gli ostacoli che il figlio altrimenti incontrerebbe. The New York Times ha utilizzato il termine nel suo articolo del 2019 sullo scandalo Varsity Blues, che riguardava l'influenzare le decisioni di ammissione degli studi universitari in diverse importanti università americane. L'espressione "genitore tagliaerba", coniata da Karen Fancher della Duquesne University, ha lo stesso significato di "genitore spazzaneve".
La genitorialità tigre è una forma di genitorialità severa, in cui i genitori sono fortemente impegnati a garantire il successo dei propri figli. Nello specifico, i genitori tigre spingono i figli a raggiungere alti livelli di rendimento scolastico o di successo in attività extracurriculari di alto livello come la musica o lo sport. Come lo stile genitoriale cinese, anche il termine "madre tigre" ("tiger mother") è stato portato all'attenzione pubblica dal libro Battle Hymn of the Tiger Mother.
I sostenitori suggeriscono che un approccio rigoroso alla genitorialità produce una percentuale eccezionalmente alta di bambini con prestazioni eccellenti, ovvero bambini che mostrano eccellenza accademica in tutti i settori, con grandi capacità musicali e successo professionale più avanti nella vita.
I bambini cresciuti in famiglie con genitori tigre possono sperimentare esiti negativi sulla salute mentale a causa della grande quantità di pressione a cui sono sottoposti fin dalla giovane età. Uno studio sul modello genitoriale asiomericano ha rilevato che la risposta genitoriale dura o incoerente al cattivo comportamento dei bambini è stata "fortemente correlata all'interiorizzazione dei problemi (ad esempio, ansia, depressione, somatizzazione)" nei bambini. Questi problemi di salute mentale e psichiatrici possono creare problemi psicologici che fanno sentire questi bambini come "falliti".
La genitorialità libera è il concetto di educare dei figli incoraggiandoli a vivere in modo indipendente e con una supervisione genitoriale limitata, in base all'età di sviluppo e con una ragionevole accettazione di rischi personali realistici. È vista come l'opposto della genitorialità elicottero e della genitorialità tigre.